# Orco (divinità)

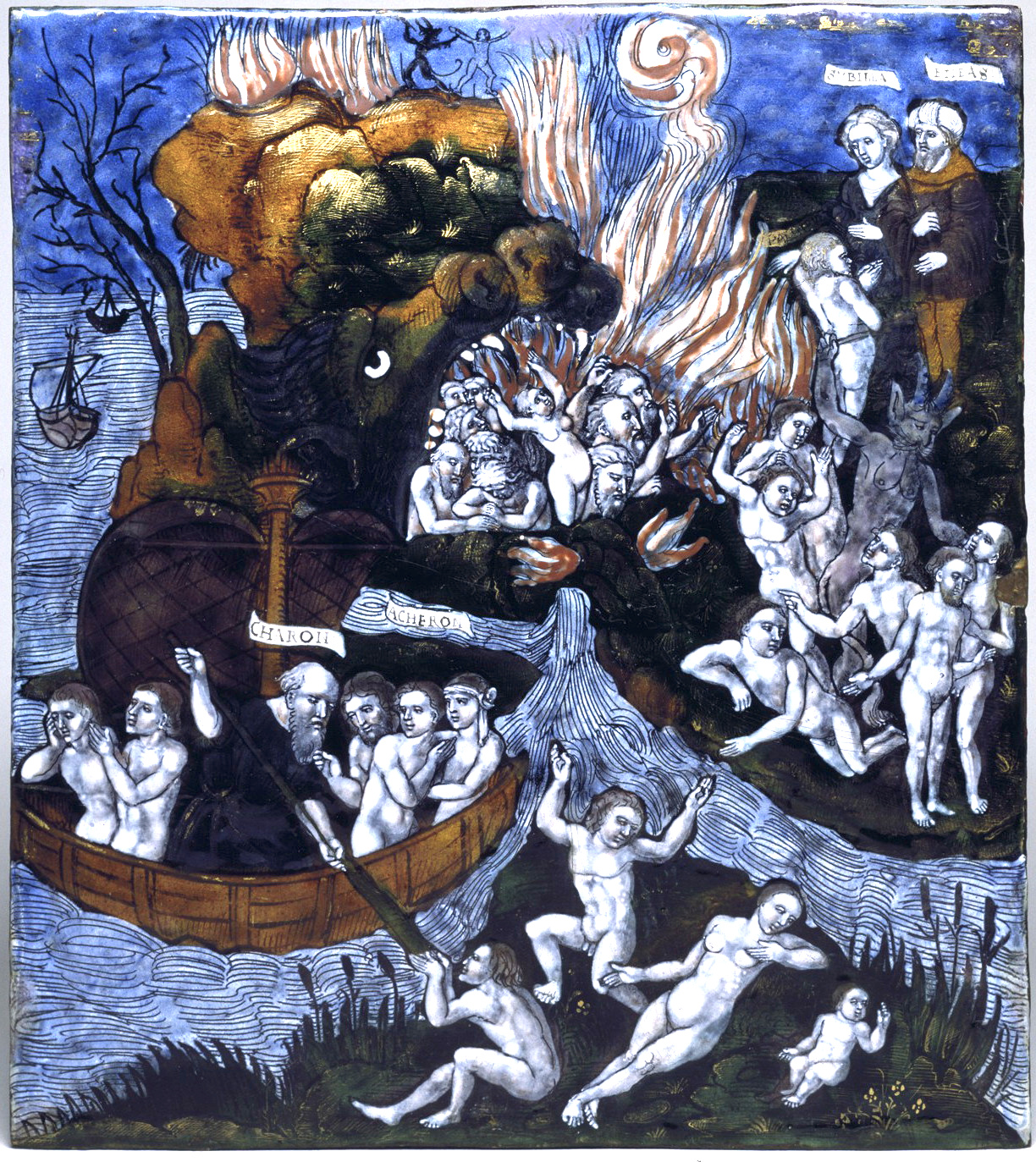
La discesa di Enea negli Inferi dove l'ingresso è costituito dalle fauci di Orco, rappresentato come un enorme mostro a fauci spalancate.
Pittura su pannello in rame, 1530-1540 circa, Walters Art Museum

Orco (lat. Orcus) era il dio degli Inferi nella prima mitologia romana. Come con Ade, il nome del dio è stato utilizzato anche per indicare gli Inferi stessi.
Nella tradizione, la sua figura fu associata anche a Dite, per poi confluire in Plutone.
Il termine che lo indica, essendo quasi omofono al greco Horkos (ὅρκος, "giuramento"), figlio di Eris, demone punitore dei giuramenti mancati, lo ha portato ad essere confuso anche con quest'ultima divinità.

## Origini

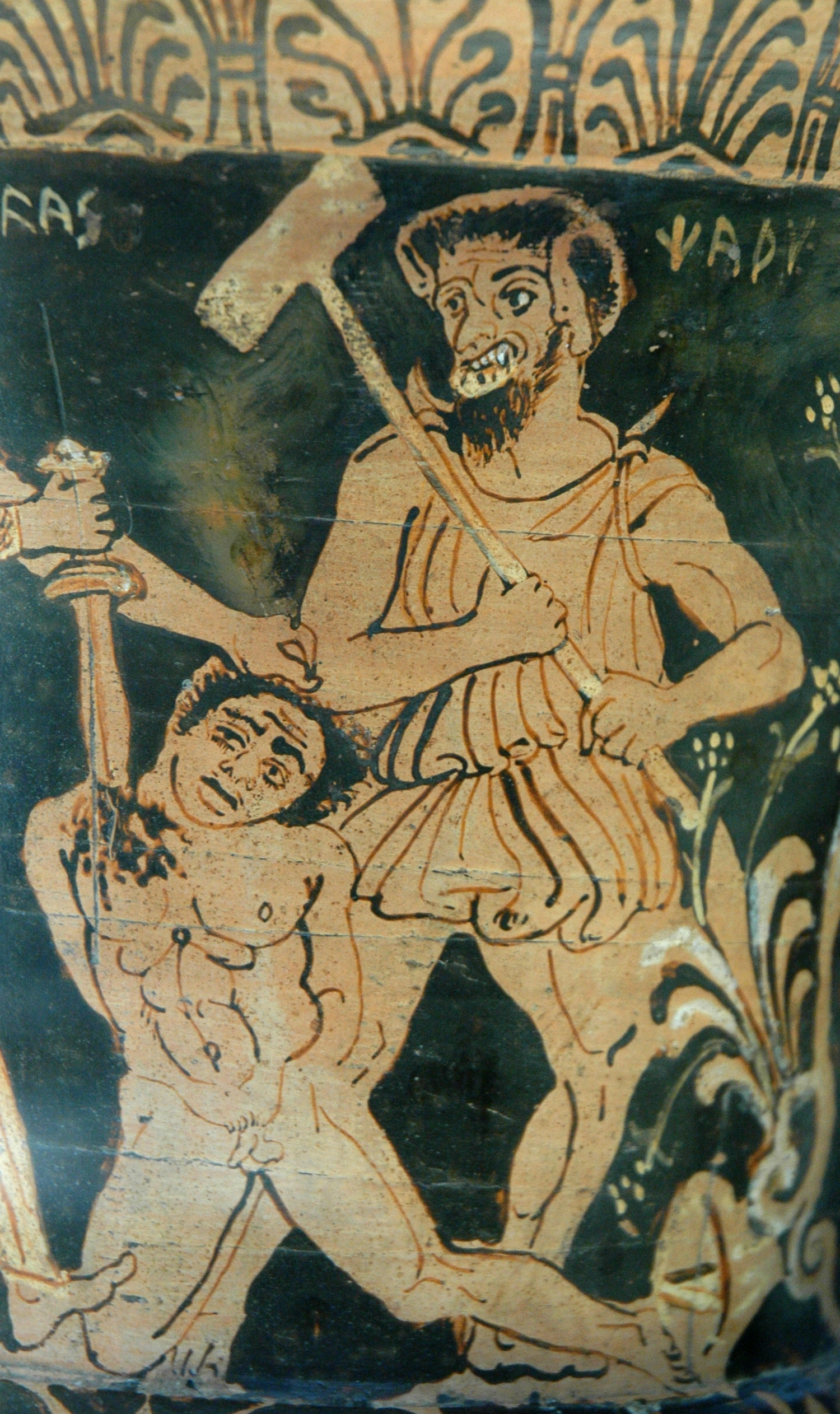
Charun assiste all'uccisione di un prigioniero troiano da parte di Aiace.
Calyx etrusco, fine del IV secolo - inizi del III secolo

L'origine di tale divinità è probabilmente etrusca: Orco è ritratto in alcuni affreschi nelle tombe etrusche come un gigante peloso e barbuto. Presso gli etruschi il destino di ogni defunto era di essere condotto in un mondo di patimenti, senza luce e speranza, popolato da creature demoniache, come Soranus (Śur, il nero), del quale si trovano tracce ancora più antiche nelle civiltà centro-italiche, Tuchulcha (Tuχul-χa, il demone) dal volto di avvoltoio e armato di serpenti, o Charun (Caronte), dal volto deforme che regge un pesante martello, i quali occupavano un ruolo di primo piano come rapitori e carnefici delle anime. In questo quadro, probabilmente trae la sua origine la tetra figura di Orco.
La cosiddetta Tomba dell'Orco, un sito etrusco a Tarquinia, deve il suo nome ad un'ardita attribuzione dei suoi primi scopritori, riconoscendo come tale la figura di un peloso e barbuto gigante, il quale potrebbe essere anche un Ciclope.
Causa il lento disuso di tale divinità, presso la mitologia romana la figura di Orco è spesso identificata, confusa o associata con quella di altre divinità, principalmente Dite e Plutone.
In epoca tardo imperiale viene citato solitamente come sinonimo di Inferi.

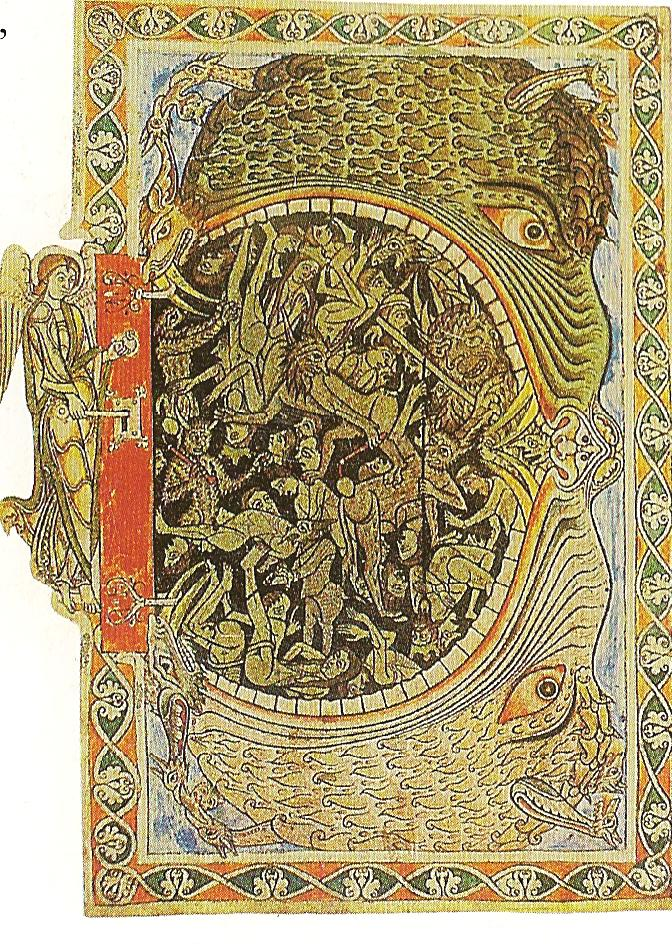
Le fauci degli Inferi
Miniatura dal salterio di Winchester, 1121-1161 circa, British Library

Occasionalmente, la sua invocazione distingueva chiaramente le funzioni del dio Plutone-Ade: come dio del sottosuolo, delle ricchezze celate in esso e dei morti, poteva essere visto come generoso padre dispensatore di ricchezze, dunque identificato con Dis Pater (o Pluto), oppure come oscuro e brutale Signore degli Inferi, dunque identificato con Orco (o Ade).

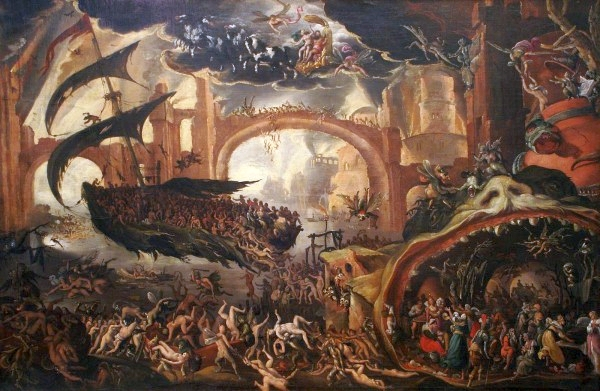
Enea e Sibilla negli Inferi (la barca Caronte)
Pittura ad olio di
Jacob van Swanenburgh, 1625 circa, Museo nazionale di Danzica

## Continuazione e altre forme del mito

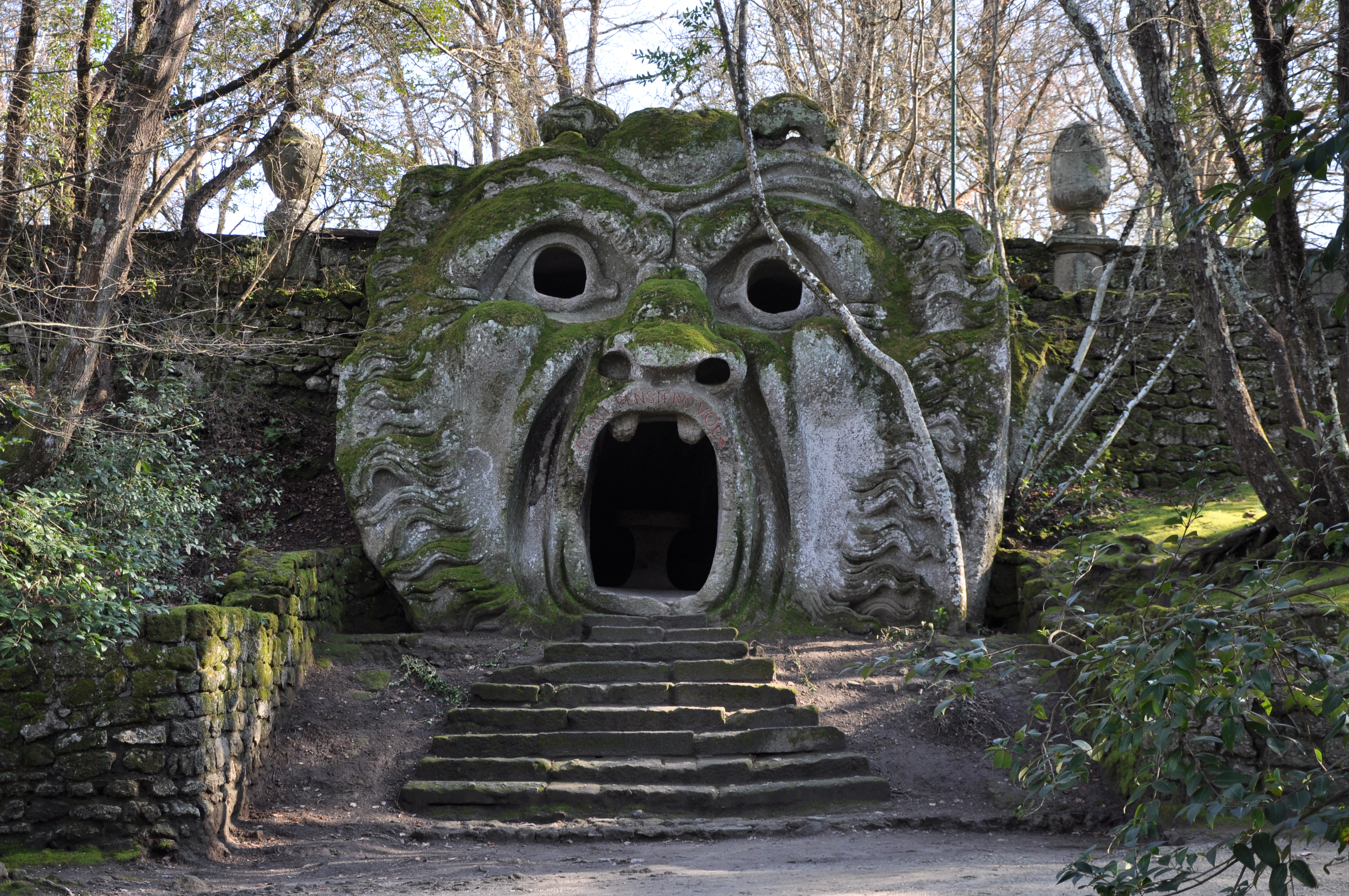
La Bocca di Orco, rappresentato come mostruoso antro dell'Averno, nel Parco dei Mostri, Bomarzo.

Un tempio di Orco può essere stato presente sul Palatino a Roma.
Orco era venerato principalmente nelle zone rurali e non si hanno notizie certe del suo culto ufficiale nelle città.
Questa lontananza gli ha permesso di sopravvivere in campagna molto tempo dopo la cessazione dell'adorazione degli Dei principali. Sopravvisse come figura popolare nel Medioevo, nel quale aspetti del suo culto sono stati trasmutati nella figura del selvaggio, con feste organizzate nelle zone rurali d'Europa perdurate fino ai tempi moderni. Infatti, gran parte di ciò che è noto sulle celebrazioni associate ad Orco provengono da fonti medievali.
Dall'associazione con la morte e con gli Inferi, il termine orcus cominciò ad essere usato anche per altre creature mostruose e ripreso dai bestiari medievali. In particolare, l'italiano orco indica una creatura antropomorfa con connotazioni bestiali, in certi casi anche demoniache.
Il termine orco appare nelle opere di Jacomo Tolomei (1290), Fazio degli Uberti e Ristoro Canigiani (1363), il quale ne parla esplicitamente come di uno spauracchio dei bambini.
Una descrizione più accurata lo si ritrova nell'Orlando Innamorato di Matteo Maria Boiardo, quale orrida creatura dalle grandi zanne e coi peli simili a quelle di un cinghiale, grondante del sangue delle sue vittime.
Un altro esempio appare nell'Orlando Furioso dell'Ariosto, il quale, evidentemente ispirandosi al Polifemo dell'Odissea, delinea un mostruoso gigante cieco, anche lui con zanne da cinghiale, che divora carne umana; tale orco non deve essere confuso con orca, mostro marino anch'esso presente nell'opera di Ariosto e piuttosto ricollegato all'analogo nel Naturalis historia di Plinio il Vecchio.

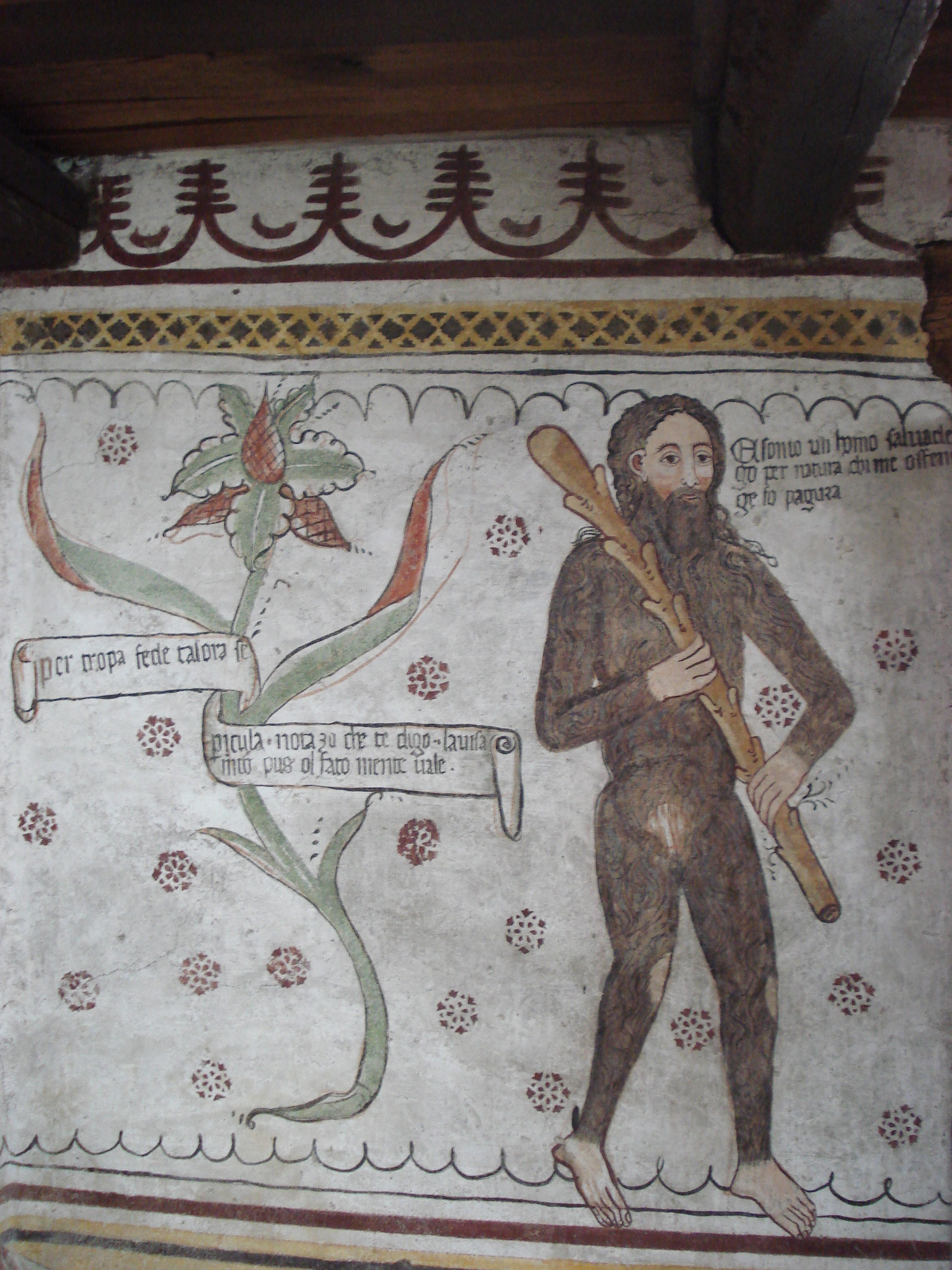
Homo salvadego di Sacco in Valtellina

A condividere l'etimologia del termine, nonché questo nuovo uso, vi è anche il francese ogre, riscontrabile nel Perceval ou le Conte du Graal del XII secolo di Chrétien de Troyes. Più celebre è la sua apparizione nelle fiabe di Charles Perrault.
L'inglese orc è invece stato introdotto nell'VIII secolo con il ciclo di Beowulf, che riunisce la mitologia norrena con elementi cristiani e della cultura classica, dove la razza del mostruoso Grendel è descritta come Orc-néas, che sembra significare "cadaveri di Orcus", quindi il termine orcus è l'originale latino e può essere interpretato come sinonimo di Orco o Ade. La stessa dimora di Grendel, un antro subacqueo nascosto in una nebbiosa palude, non è dissimile dalle rappresentazioni dell'Averno.
Orc è stato successivamente ripreso da J. R. R. Tolkien nella sua personale mitologia fantastica, su cui basano le sue opere letterarie.